# Henry Adoniram Swift

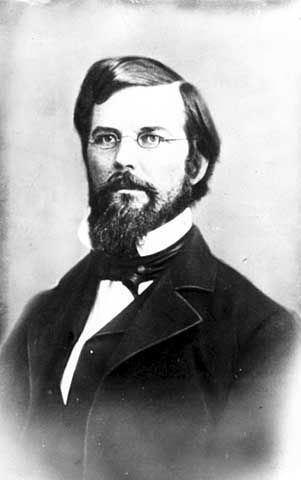
Henry Adoniram Swift

Henry Adoniram Swift (* 23. März 1823 in Ravenna, Ohio; † 25. Februar 1869 in St. Peter, Minnesota) war ein US-amerikanischer Politiker der Republikanischen Partei und dritter Gouverneur des Bundesstaates Minnesota.
Nach seinem Abschluss am Western Reserve College in seiner Heimat Ohio arbeitete Swift als Lehrer für die Kinder von Sklavenbesitzern in Mississippi. Die gesammelten Erfahrungen bestärkten ihn jedoch in seiner abolitionistischen Meinung, sodass er nach Ohio zurückkehrte und dort ein Studium der Rechtswissenschaften begann. Nach dem Abschluss war er als Geschäftsmann tätig. Seine politische Karriere begann er 1846, als er für das Repräsentantenhaus von Ohio arbeitete.
1853 zog er mit seiner Familie nach Saint Paul in Minnesota und später nach St. Peter und arbeitete dort im Immobilien- und Versicherungsgeschäft. 1862 wurde er in den Senat gewählt. 1863 ersetzte er den in den US-Kongress gewechselten Ignatius L. Donnelly im Amt des Vizegouverneurs, im selben Jahr wurde er am 10. Juli 1863 der dritte Gouverneur des Bundesstaates. Er übernahm das Amt von Alexander Ramsey, der als Senator in den Kongress der Vereinigten Staaten gewählt worden war, bis zum Ende von dessen Amtszeit am 11. Januar 1864. Von seiner Partei wurde er jedoch nicht erneut zur Wahl aufgestellt. Im Alter von 45 Jahren starb Swift an Typhus.
Swift war verheiratet und hatte fünf Kinder. 1870 wurde das Swift County nach ihm benannt.